# Taensas

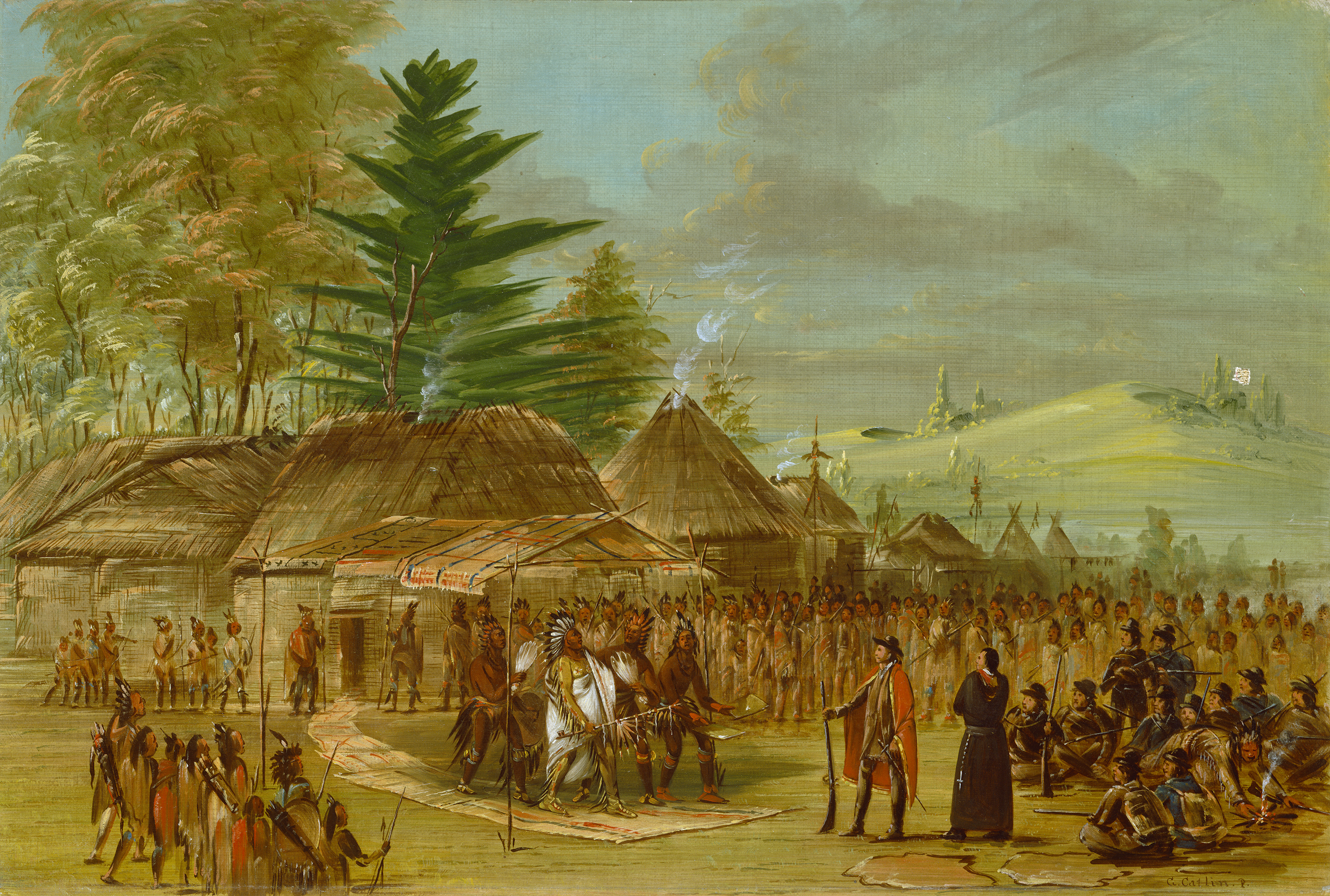
Rencontre du 20 mars 1682 entre les Taensas et l'expédition française de de La Salle imaginée en peinture à l'huile par George Catlin vers 1847

Les Taensas (ou Tahensa, Tinsas, Tenisaw, Taënsa, grands Taensas (en français), Taenso, Takensa, Tenza, Tinza) étaient un peuple de la Louisiane du nord-est, spécifiquement sur le lac saint Joseph à l'ouest du fleuve Mississippi entre Yazoo City et Sainte Catherine Creek, dans l'actuelle paroisse des Tensas en Louisiane.

## La langue taensa
En 1882, le séminariste Jean Parisot (1861-1923) publie une Grammaire et Vocabulaire de la Langue Taensa à partir, affirme-t-il, de notes retrouvées dans les archives de son grand-père Jean Dominique Haumonté. Il parvient à obtenir la cosignature de Lucien Adam (1833-1918), un linguiste réputé, et le Congrès des américanistes consacre plusieurs séances à cette langue. En 1885, l'anthropologue américain Daniel Garrison Brinton démontre que cette langue des indiens Taensas est une invention. Il est appuyé l'année suivante par Julien Vinson dans un article de synthèse dédié à ce sujet. Les Taensas parlent en fait une langue proche du natchez.